# Rajgarh (Churu)
Rajgarh è una suddivisione dell'India, classificata come municipality, di 48.057 abitanti, situata nel distretto di Churu, nello stato federato del Rajasthan. In base al numero di abitanti la città rientra nella classe III (da 20.000 a 49.999 persone).

## Geografia fisica
La città è situata a 28° 39' 39 N e 75° 23' 31 E.

## Società

### Evoluzione demografica
Al censimento del 2001 la popolazione di Rajgarh assommava a 48.057 persone, delle quali 25.140 maschi e 22.917 femmine. I bambini di età inferiore o uguale ai sei anni assommavano a 8.115, dei quali 4.395 maschi e 3.720 femmine. Infine, coloro che erano in grado di saper almeno leggere e scrivere erano 30.741, dei quali 18.241 maschi e 12.500 femmine.